# El Tacal
El Tacal es una población del Municipio Sucre del estado Sucre en Venezuela. Aproximadamente tiene 18.000 habitantes, es conocida por sus cercanía a las playas de San Luis al suroeste de Cumaná y por su agricultura.

## Historia
Después de la caída del General Marcos Pérez Jiménez , un grupo de campesinos provenientes de Barbacoa invadieron las tierras baldías, que comprendían desde el Puente, Hasta el Javillo, tierras del Latifundista Jesús Valentín Saittiffe, liderados por Regino Jiménez y la "Negra" Nuñez, junto con Cipriano Jiménez, Pedro Jiménez, Félix Manuel Jiménez, Justo Jiménez, José María Rengel, Carlos Rojas y Basiliso Zerpa. Este grupo de 53 campesinos , fueron apresados por la Guardia Nacional el 31 de marzo de 1958 por invasión a la propiedad privada. El día 2 de abril de 1958 son liberados, con la orden de ser ubicados pacíficamente, porque el gobierno que iba a instalarse era democrático, prometiendo dar libertades y trabajos para todos los campesinos.  Posteriormente, se inicia la construcción de ranchos,dándose origen a lo que se conoce como la población de “El Tacal”, la cual fue fundada con 53 familias y 30 ranchos construidos de palma y bahareque, junto con la repartición de pequeñas parcelas que permitieron el cultivo de productos agrícolas. Incorporándose, a la comunidad los servicios básicos fundamentales: se dotó de acueducto rural, se le suministro energía eléctrica, se construyó un dispensario y se mejoró el transporte colectivo. Cabe resaltar que estos servicios con que cuenta la comunidad se deben en gran parte a la gestión realizada por el Dr. Juan Pablo Pérez Alfonzo, quién convivió en esta localidad desde el año 1968, dando así la oportunidad, de tomar nuevos terrenos lo que hoy se conocen como Tacal I Nuevo Tacal, y Tacal I La Alcabala, hasta su desaparición física el 3 de septiembre de 1979.  Después de la llegada de Rómulo Betancourt al poder, en el año de 1959, se realizó un congreso campesino, la cual asistieron representaciones de todo el país. En este congreso se acordó la creación de los asentamientos campesinos, los cuales incluían la construcción de sus viviendas, con terrenos propios , que serían pagaderos de (20) años. En 1964, el Dr. Juan Pablo Pérez Alfonzo donó la cantidad de diez (10) millones de bolívares para la compra de los terrenos y la construcción del acueducto de “El Tacal”: con este dinero se hizo una parte del mismo y se construyó dos casas. El señor Valentín Seittiffe regaló la cantidad de 233,50 hectáreas, con documentos registrados en la gobernación del Estado Sucre. Y posteriormente, el gobierno le compraría a Seittiffe 200 hectáreas adicionales para entregárselas a la comunidad. Sin embargo, los campesinos no quedaron con los títulos de propiedad de sus casas. Muchos de los documentos se perdieron y las propiedades aún no son reconocidas por la ley. En cuanto al campo educativo los logros y avances se han obtenido por la cooperación conjunta de la comunidad y las autoridades competentes.  En 1924, el gobernador del Estado sucre, Sr. Emilio Fernández, decretó la creación de la primera escuela en los campos de Barbacoa; por ello, y, por disposición del ejecutivo regional, llegó una maestra residente de Cumaná. Para eseentonces la escuela fue ubicada en la hacienda de la familiaMiranda y la maestra viajaba todos los días para ir a trabajar. En la comunidad de “El Tacal”, la educación se inicia en el año 1960, de manera informal con el señor Félix Manuel Jiménez, fundador del pueblo, quién se dio la tarea de enseñar a sus compañeros de lucha. Esta actividad la realizaba en ungalpón destinado por ellos para protegerse de la intemperie; el instrumento de enseñanza utilizado por él fue el libro “ Juan Camejo”. Formalmente la educación se inició en el año 1962, con una escuela unitaria atendida por el maestro Francisco Cabrera. Para el año 1967, fue construida una R-, en donde eran atendidos los grados de segundo, tercero y cuarto por las maestras Adelfa de Guzmán y Carmen Castañeda Ruíz, la cual pasó a ser una Escuela Concentrada adscrita al NER-201, dirigido por el profesor José Abraham Castillo. Con la prosecución escolarse crearon los grados quinto y sexto, respectivamente. Dado el crecimiento de la población, los alumnos de las escuelas de Plan de la Mesa, Barbacoa, Tacal I y Tacal II, tenían que emigrar a la ciudad de Cumaná para continuar sus estudios de bachillerato; en vista de esta situación una comisión formada por un grupo de campesinos y miembros de la comunidad “El Tacal”, realizaron las gestiones pertinentes para la creación de un primer año.  La tercera etapa se inició el año escolar 1982 -1983, con el nombre de E. B. “El Tacal”, con séptimo grado, a cargo del maestro Orlando Grau, Director de la escuela primaria, en los galpones del centro cultural donde funcionaban los talleres de artesanía a cargo del señor Félix Manuel Jiménez. En el año escolar 1984- 1985, se construye la primera R-3 donde funcionaría el octavo y noveno grado,luego se separa la E. B. “El Tacal”, de la tercera etapa con el nombre de “Creación El Tacal”. En el año escolar 1986, el maestro Orlando Grau es jubilado y sustituido por el maestro Abraham Pereda.  En el año escolar 1992 – 1993, deja de pertenecer al NER-201, al cual estaba adscrita, para comenzar sus labores como Unidad Educativa “El Tacal”, funcionando en tres (3) aulas construida por la comunidad. En noviembre del año 1997, los docentes, conjuntamente con los miembros de la comunidad,solicitan a las autoridades educativas la denominación del colegio con el epónimo U.E. “ Juan Pablo Pérez Alfonzo”por la trayectoria que este había tenido en la comunidad.  En la actualidad el Liceo “Juan Pablo Peréz Alfonzo”posee una biblioteca que recibe el nombre de Lcda. Heira Núñez de Astudillo, un Centro Bolivariano de informática yTelemática (CEBIT), dotados de recursos basados en las tecnologías de la información y la comunicación (TIC), que tiene como función la formación integral de los estudiantes,docentes. Además cuenta con un Programa de Alimentación Especial (PAE) que garantiza la atención alimenticia y nutricional de los estudiantes de la institución.

## Educación
Actualmente la población cuenta con un complejo educativo formado por el Liceo Bolivariano Juan Pablo Pérez Alfonzo, la Escuela Bolivariana Luis Jose Espín, y el Centro de Educación Inicial Luis Jose Espín que ofrecen estudios desde el nivel maternal hasta el 5.º Año de Secundaria, y actualmente en la Sede del Liceo Juan Pablo Pérez Alfonzo funciona una Aldea Universitaria de la Universidad Bolivariana de Venezuela llamada Andrés Eloy Blanco.

## Patrimonio
- Río el Tacal, atraviesa toda la población y desemboca en la Playa San Luis

- Capilla Maria del Valle, Tacal I.
- Capilla Nuestra Señora del Valle, Tacal.
- Casa de Juan Pablo Pérez Alfonzo
- Playa Manzanillo y Playa Naiguatá, Ubicados detrás de los Cerros del Tacal II y Tacal I